# Quận Franklin, Texas
Quận Franklin (tiếng Anh: Franklin County) là một quận trong tiểu bang Texas, Hoa Kỳ. Quận lỵ đóng ở thành phố Mount Vernon. Theo kết quả điều tra dân số năm 2000 của Cục điều tra dân số Hoa Kỳ, quận có dân số 9458 người. Đây là một quận khô.